# Gobio acutipinnatus
Gobio acutipinnatus är en fiskart som beskrevs av Men'shikov, 1939. Gobio acutipinnatus ingår i släktet Gobio och familjen karpfiskar. Inga underarter finns listade i Catalogue of Life.